# Poeira neural
Poeira neural é um dispositivo médico sem fio que pode ser implantado no corpo para monitorar nervos, músculos ou órgãos em tempo real.

## Aplicação
Os sensores podem funcionar como uma ressonância magnética dentro do cérebro, registrando dados sobre neurônios próximos e transmitindo-os de volta para um computador. As poeiras neurais contêm um sensor CMOS extremamente pequeno capaz de medir a atividade elétrica em neurônios nas proximidades. Os pesquisadores prevêem um material piezoelétrico apoiando o CMOS capaz de gerar sinais elétricos de ondas de ultra-som. O processo também funcionaria em sentido inverso, permitindo que a poeira transmitisse dados através de ondas sonoras de alta freqüência.